# Overland Four
Der Overland Four war ein US-amerikanischer PKW, den Willys-Overland in Toledo (Ohio), 1920 herausbrachte. Dieses Modell war der Nachfolger des Overland Light Four und des Overland Big Four. Unter dem Namen „Willys“ bot die Firma daneben auch ein Sechszylindermodell mit konventionellen Hubventilen sowie verschiedene Modelle mit Hülsenschiebermotoren unter dem Namen Willys-Knight an.
Der Wagen hatte einen vorne längs eingebauten Vierzylinder-Reihenmotor mit 27 bhp (20 kW) Leistung. Der Radstand betrug 2540 mm und die Wagen kosteten zwischen 945,-- US-$ und 1575,-- US-$.
Bis zur Einstellung der Marke 1926 wurde der Four in verschiedenen Modellen gefertigt und ihm ab 1925 auch noch der Overland Six zur Seite gestellt. Danach stellte Willys-Overland nur noch Fahrzeuge der Marke Willys her.

## Modelle Jahr für Jahr

### Modelljahre 1920–1922
Vom Modell 4 gab es einen Roadster mit 2 Sitzen, einen 5-sitzigen Tourenwagen, ein 4-sitziges Coupé und eine 4-türige Limousine.
1921 wurde dieses Modell unverändert angeboten.
1922 bekamen Roadster und Coupé 3 Sitze und die Preise sanken beträchtlich auf 595,-- US-$ bis 895,-- US-$.

### Modelljahre 1923–1926
Der Nachfolger des Modells 4 hieß Modell 91. Es gab wieder einen Roadster mit 2 Sitzen und ein Coupé mit 4 Sitzen. Die Preise sanken nochmals um 20 – 70 US-$. Daneben gab es auch das Modell 92 mit um 6’’ verlängertem Radstand (2.692 mm) und stärkerem Motor (30 bhp / 22 kW). Den 92 gab es nur als Tourenwagen mit dem Beinamen „Redbird“.
1924 sanken die Preise auf den Tiefststand von 495,-- US-$ bis 795,-- US-$. Beim 91 fiel das 4-sitzige Coupé weg; dafür gab es eine „Champion-Limousine“. Vom Modell 92 gab es neben dem „Redbird“ nun auch einen „Blackbird“ und einen „Bluebird“.
1925 kam vom Modell 91 wieder ein 2-sitziges Coupé und beim Modell 92 fielen der „Redbird“ und der „Blackbird“ weg.
1926, im letzten Produktionsjahr, gab es vom Modell 91 keinen Roadster mehr, dafür aber eine „Luxuslimousine“. Der Tourenwagen Modell 92 verlor seine „geflügelte“ Zusatzbezeichnung.